# Luis Alberto Barrera Pacheco
Luis Alberto Barrera Pacheco MCCJ (Gorgor, 16. studenog 1966.) je peruanski redovnik i katolički biskup Callaoa.

## Život
Papa Franjo ga je 25. listopada 2016. imenovao biskupom Tarme. Za biskupa ga je zaredio nadbiskup Huancaya Pedro Ricardo Barreto Jimeno SJ 18. prosinca iste godine. Suposvetitelji su bili nadbiskup Ayacucho o Huamanga, Salvador Piñeiro García-Calderón, i nadbiskup Trujillo, Héctor Miguel Cabrejos Vidarte.
Papa Franjo ga je 17. travnja 2021. imenovao biskupom Callaa.
Na inauguracijskoj misi pape Lava XIV. bio je jedan od dvanaest izaslanika koji su iskazali papi poslušnost.

## Litratura
- Više od 150 državnih izaslanstava iz cijeloga svijeta na misi početka pontifikata Lava XIV. Informativna katolička agencija. Pristupljeno 21. svibnja 2025.